# ソフトバンクモバイルグルメ
ソフトバンクモバイルグルメは、日本で携帯電話事業を展開するソフトバンク（英文名称：SOFTBANK MOBILE Corp.、ブランド名：SoftBank）が2011年11月30日まで運営していたグルメサイト。携帯電話キャリアがグルメサイトを運営する第1号。

## 概要
- モバイルサイト専用の「グルメ情報検索サイト」。2008年9月末現在で全国28,000店舗以上の飲食店と食品販売店が掲載されている。
- ユーザーは場所を選ばずに「目的」「エリア」「駅名」「予算」等の条件から飲食店を検索することができる。実際に飲食店を利用する際には、各店舗のクーポンを提示できたり、ソフトバンクユーザーに限っては携帯電話を見せるだけで特典を受けられる。

数あるグルメサイトの中でも3大携帯キャリアの一つ、ソフトバンクが運営するということで、Y!ボタンから「Yahoo!グルメ」を介して簡単にアクセスできるよう導線設計されており、またそのようなオフィシャルコンテンツ性を持ちつつも全キャリアに対応している。登録店舗の中にはこのサービス専用ページではなくPCサイトのYahoo！グルメにリンクを貼られている飲食店も一部ある。

## 実際の運営
実際の運営光通信 (企業)やe-まちタウン、yahoo！、ソフトバンクなどが出資しているSBMグルメソリューションズという会社が運営していた。
またソフトバンクモバイルグルメを進化させたASPサービスは、複数の飲食店舗の広告内容を一括で更新する事が可能になっており、飲食店舗のローコストオペレーションに効果的な役割を果たしている。同時にASPに搭載された食材発注機能は、スマートフォン専用となっており、ASPでしか出来ない機能を有しており、今後スマートホンの普及が進むに連れ、飲食店舗で活用されていく模様。
9月20日より「ソフトバンクモバイルグルメ」は「ソフトバンク タウンナビ」というサイトにリニューアルされた。飲食店だけでなく、様々な業種に拡大された店舗情報が掲載されている。そして、時期は不明だが「スマートプレイス」というサイトになり、2015年3月1日より、サービスの提供会社が正式にSGS株式会社（現在はEPARK）に変更された。

## 沿革
- 2007年4月13日 - 光通信系のアイ・イーグループ51％、e-まちタウン28.98％、ソフトバンク20.02％の出資比率でSBMグルメソリューションズ株式会社設立[1]
- 2008年8月 - EPARK事業を開始
- 2011年2月14日 - ベストリザーブを子会社化[2]
- 2012年5月1日 - ベストリザーブをシェアリー（現・楽天クーポン株式会社）に譲渡[3]
- 2013年4月 - SBMグルメソリューションズ株式会社よりSGS株式会社へ社名変更
- 2013年9月2日 - 光通信がSGS株式会社を子会社化[4]
- 2015年4月1日 - 株式会社EPARKに社名変更[5]